# Bad Tatzmannsdorf
Bad Tatzmannsdorf is een gemeente in de Oostenrijkse deelstaat Burgenland, gelegen in het district Oberwart (OW). De gemeente heeft ongeveer 1300 inwoners.

## Geografie
Bad Tatzmannsdorf heeft een oppervlakte van 11,6 km². Het ligt in het uiterste oosten van het land.
Kadastrale gemeenten zijn Bad Tatzmannsdorf, Jormannsdorf en Sulzriegel.

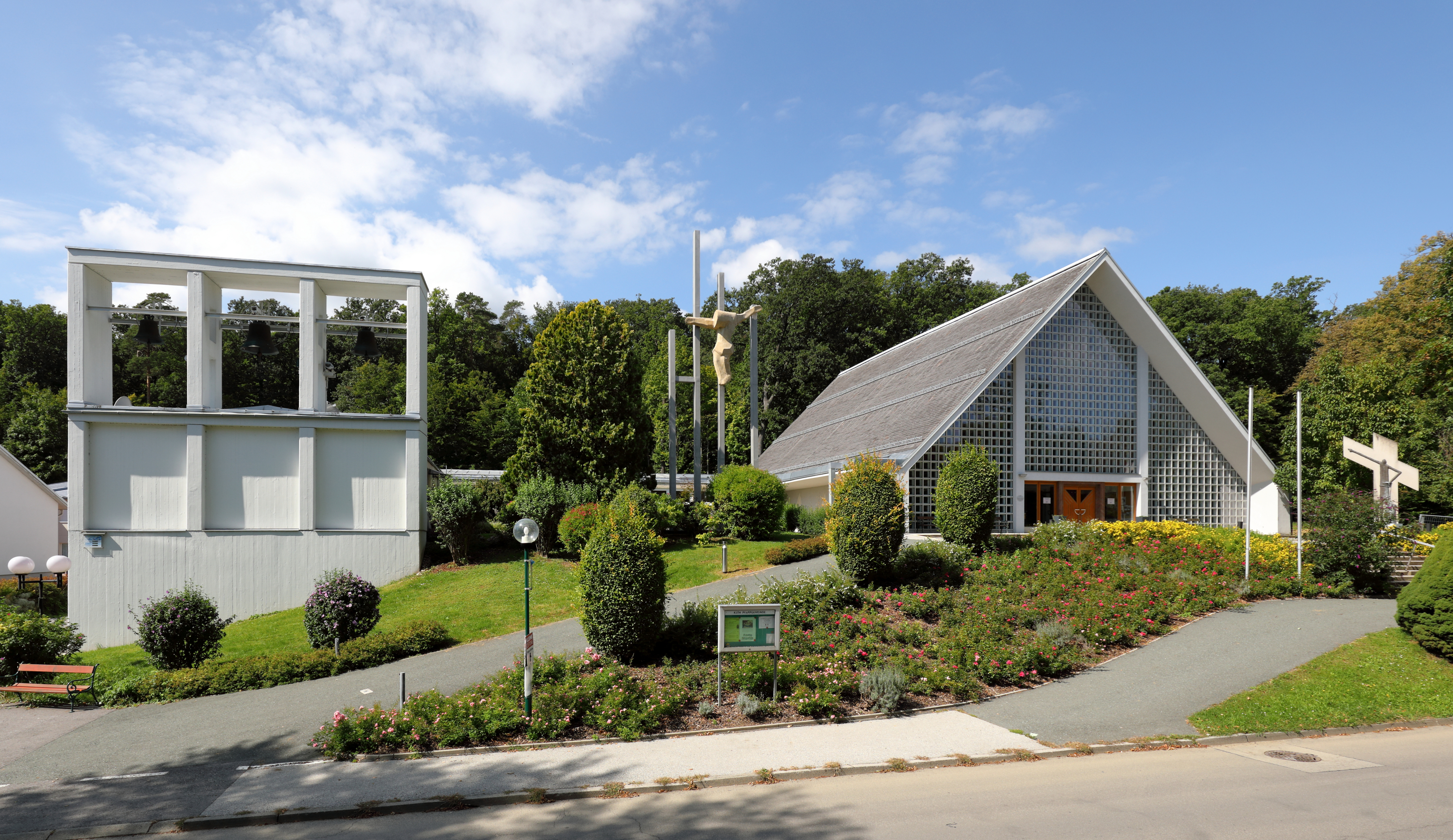
Parochiekerk
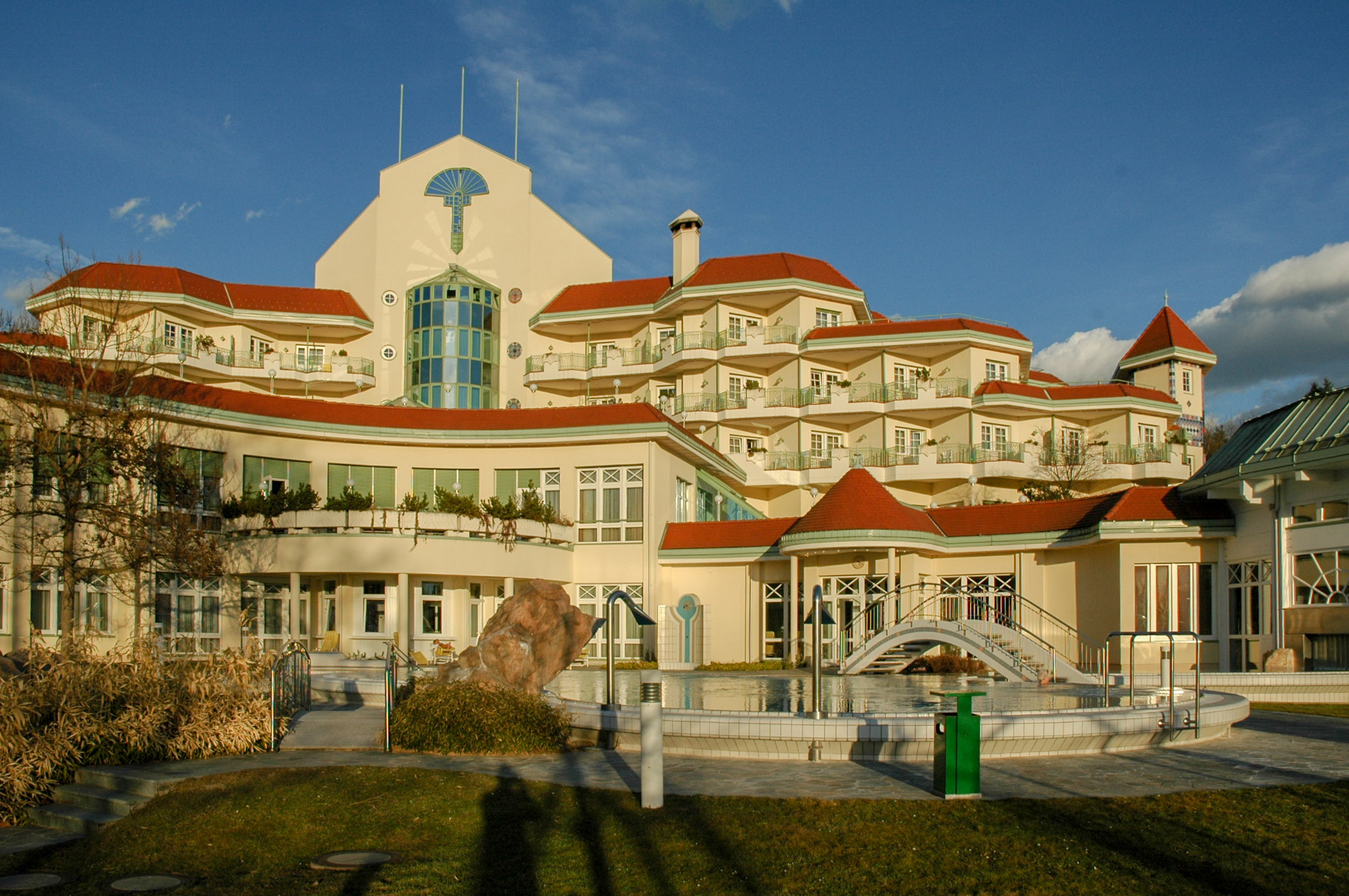
Hotel bij het kuuroord
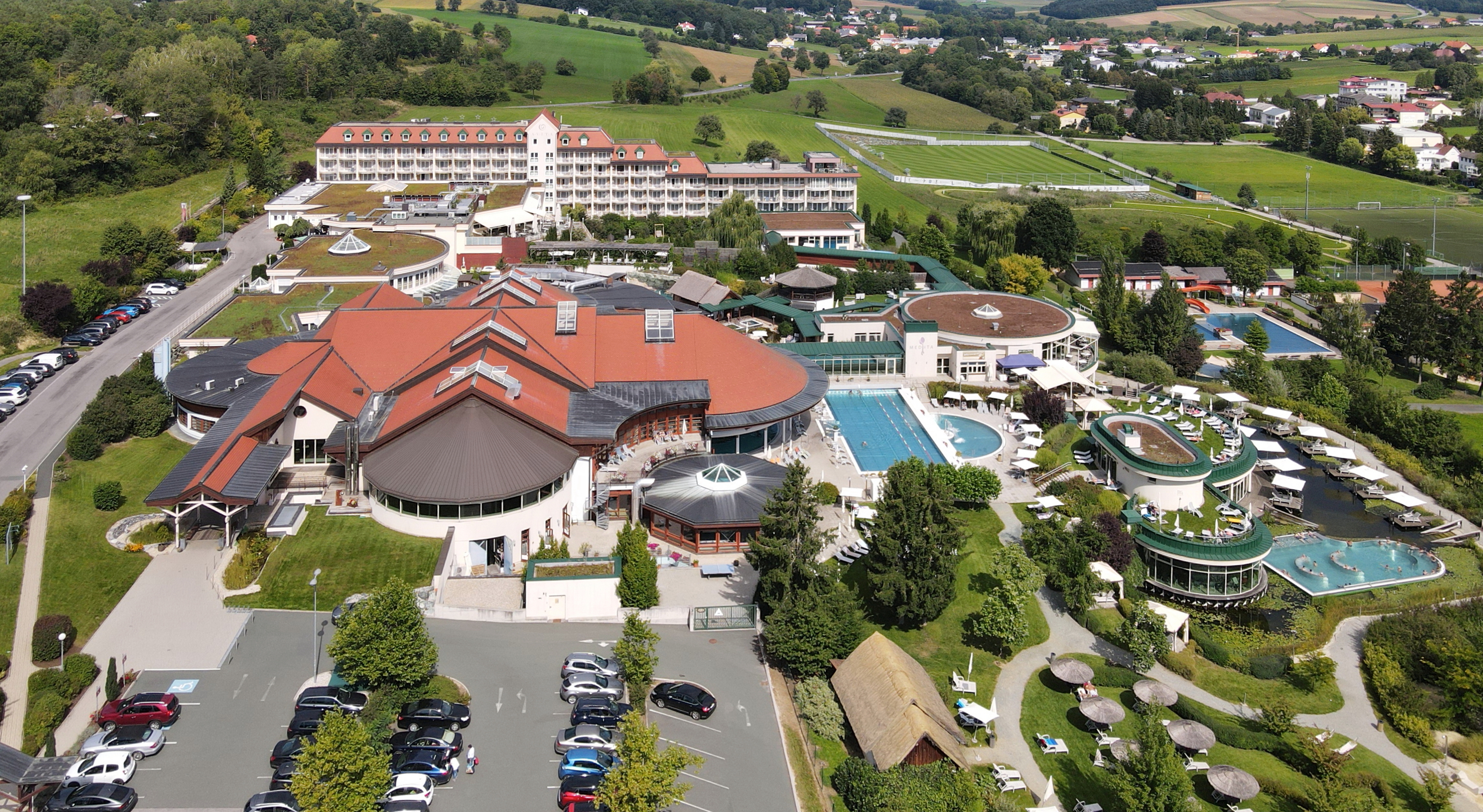
AVITA Resort
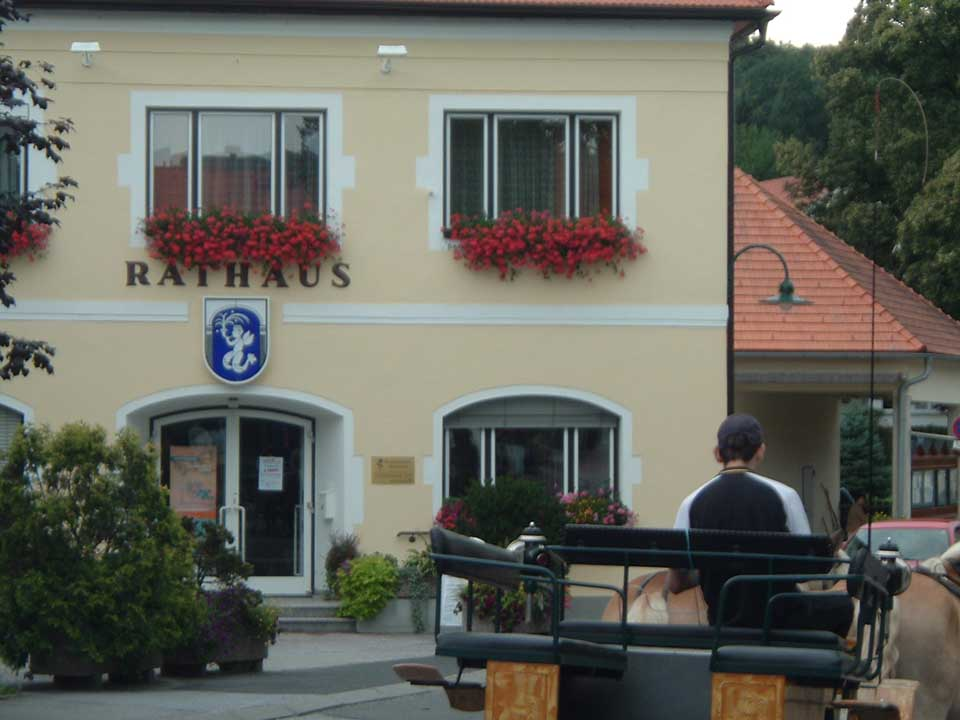
Raadhuis

Bad Tatzmannsdorf · Badersdorf · Bernstein · Deutsch Schützen-Eisenberg · Grafenschachen · Großpetersdorf · Hannersdorf · Jabing · Kemeten · Kohfidisch · Litzelsdorf · Loipersdorf-Kitzladen · Mariasdorf · Markt Allhau · Markt Neuhodis · Mischendorf · Neustift an der Lafnitz · Oberdorf im Burgenland · Oberschützen · Oberwart · Pinkafeld · Rechnitz · Riedlingsdorf · Rotenturm · Schachendorf · Schandorf · Stadtschlaining · Unterkohlstätten · Unterwart · Weiden bei Rechnitz · Wiesfleck · Wolfau
- Gemeinsame Normdatei: 4252543-3
- Nationale Bibliotheek van Israël: 987007554905805171
- Virtual International Authority File: 143074147